# American Pie (musikalbum)
American Pie är Don McLeans andra studioalbum, första gången utgivet i oktober 1971. Albumet är producerat av Ed Freeman och gavs ut på skivbolaget United Artists.
På den ursprungliga LP-utgåvan innehåller låten "Sister Fatima" som senare plockades bort när albumet återutgavs 1980 (se nedan). På CD-utgåvan från 2003 är låten åter tillsammans med två bonusspår.
Albumet nådde Billboard-listans 1:a plats.
På englandslistan nådde albumet 3:e platsen.

## Låtlista
Förutom där annat anges är samtliga låtar skrivna av Don McLean. Singelplacering i Billboard inom parentes. Placering i Storbritannien noteras som UK.

### Originalutgåvan på LP[1]
- A1. "American Pie" (#1, UK #2)
- A2. "Till Tomorrow"
- A3. "Vincent" (#12, UK #2)
- A4. "Crossroads"
- B1. "Winterwood"
- B2. "Empty Chairs"
- B3. "Everybody Loves Me, Baby"
- B4. "Sister Fatima"
- B5. "The Grave"
- B6. "Babylon" (traditionell)

### Återutgåvan från 1980
1. "American Pie" - 8:27 (#1, UK #2)
2. "Till Tomorrow" - 2:11
3. "Vincent (Starry, Starry Night)" - 3:55 (#12, UK #2)
4. "Crossroads" - 3:34
5. "Winterwood" - 3:09
6. "Empty Chairs" - 3:24
7. "Everybody Loves Me, Baby" - 3:37
8. "The Grave" - 3:08
9. "Babylon" - 1:40 (traditionell)

### CD-utgåvan från 2003 med bonusspår
1. "American Pie" (#1, UK #2)
2. "Till Tomorrow"
3. "Vincent" (#12, UK #2)
4. "Crossroads"
5. "Winterwood"
6. "Empty Chairs"
7. "Everybody Loves Me, Baby"
8. "Sister Fatima"
9. "The Grave"
10. "Babylon" (traditionell)
11. "Mother Nature"
12. "Aftermath"